# Rugby Europe
La Rugby Europe, antes conocida como Asociación Europea de Rugby (FIRA - AER), es el máximo ente de este deporte en Europa agrupando en la actualidad a 47 asociaciones. La Rugby Europe a su vez, está afiliada a la World Rugby, sucesora de la International Rugby Board, ente rector del rugby a nivel mundial como una de las 6 asociaciones regionales integrantes.

## Historia

### FIRA (1934 - 1999)
En 1931, la Federación Francesa de Rugby (FFR) fue suspendida de jugar el Cinco naciones porque autoridades del deporte habían sospechado desde hace muchos años, que la (FFR) estaba permitiendo el profesionalismo. Como resultado, Francia junto a Italia, Cataluña, España, Bélgica, Portugal, Rumanía, Países Bajos y Alemania, fundó la Internacional de Rugby Amateur (FIRA) en 1934, diseñada para organizar la competición de rugby fuera de la autoridad de la International Rugby Board (como era conocido en ese entonces).

### FIRA–A.E.R. (1999 - 2014)
En los 90's la IRB fue reconocida como el órgano rector del rugby en el mundo y luego de negociaciones, la FIRA acordó integrarse a la organización. En 1999 se cambió el nombre a las "FIRA - Asociación Europea de Rugby" (FIRA-AER) para promover y gobernar sobre la unión de rugby en el espacio europeo y correr el Campeonato Mundial Juvenil.

### Rugby Europe (2014 - presente)
En junio de 2014, durante la convención anual de la FIRA-AER en Split, se decidió cambiar el nombre de la organización a Rugby Europe para dotarla de un nombre corto, más reconocible.

## Presidentes de la Rugby Europe
|         | Nombre            | Nacionalidad | Período     |
| ------- | ----------------- | ------------ | ----------- |
| 1º      | Roger Dantou      | Francia      | 1934 – 1939 |
| No hubo | No hubo           | No hubo      | 1939 - 1989 |
| 2º      | Albert Ferrasse   | Francia      | 1989 – 1997 |
| 3º      | Jean-Claude Baqué | Francia      | 1997 – 2012 |
| 4º      | Octavian Morariu  | Rumania      | 2012 – 2024 |
| 5º      | Janhein Pieterse  | Países Bajos | 2024 – Act. |

## Rankings de selecciones
| Ranking masculino                  |    |                 |         |
| Actualizado al 16 de enero de 2021 |    |                 |         |
| RE                                 | WR | Selección       | Puntaje |
| 1                                  | 2  | Inglaterra      | 89.49   |
| 2                                  | 4  | Francia         | 85.30   |
| 3                                  | 5  | Irlanda         | 84.65   |
| 4                                  | 7  | Escocia         | 80.82   |
| 5                                  | 9  | Gales           | 79.36   |
| 6                                  | 12 | Georgia         | 72.18   |
| 7                                  | 14 | Italia          | 70.88   |
| 8                                  | 17 | España          | 67.51   |
| 9                                  | 19 | Rumania         | 65.33   |
| 10                                 | 20 | Portugal        | 62.44   |
| 11                                 | 21 | Rusia           | 62.12   |
| 12                                 | 25 | Países Bajos    | 60.09   |
| 13                                 | 27 | Bélgica         | 57.17   |
| 14                                 | 28 | Suiza           | 54.12   |
| 15                                 | 30 | Alemania        | 53.13   |
| 16                                 | 34 | Polonia         | 51.13   |
| 17                                 | 36 | Ucrania         | 50.35   |
| 18                                 | 37 | República Checa | 50.03   |
| 19                                 | 38 | Malta           | 49.13   |

| Ranking masculino                  |     |                      |         |
| Actualizado al 16 de enero de 2021 |     |                      |         |
| RE                                 | WR  | Selección            | Puntaje |
| 20                                 | 44  | Lituania             | 47.16   |
| 21                                 | 45  | Croacia              | 46.92   |
| 22                                 | 53  | Suecia               | 45.04   |
| 23                                 | 56  | Luxemburgo           | 43.41   |
| 24                                 | 59  | Moldavia             | 42.14   |
| 25                                 | 60  | Israel               | 41.68   |
| 26                                 | 63  | Letonia              | 40.85   |
| 27                                 | 64  | Hungría              | 40.68   |
| 28                                 | 70  | Eslovenia            | 37.56   |
| 29                                 | 71  | Dinamarca            | 37.36   |
| 30                                 | 72  | Andorra              | 36.97   |
| 31                                 | 73  | Bulgaria             | 36.54   |
| 32                                 | 82  | Bosnia y Herzegovina | 33.78   |
| 33                                 | 85  | Austria              | 33.03   |
| 34                                 | 86  | Finlandia            | 33.01   |
| 35                                 | 88  | Serbia               | 32.35   |
| 36                                 | 95  | Noruega              | 28.27   |
| 37                                 | 102 | Mónaco               | 17.17   |
| 38                                 | 103 | Grecia               | 16.55   |

Nota: Las selecciones de Rugby Europe que no figuran en el ranking, es porque sus uniones aún no están afiliadas a World Rugby.
| Ranking femenino                       |    |              |         |
| Actualizado al 15 de noviembre de 2021 |    |              |         |
| RE                                     | WR | Selección    | Puntaje |
| 1                                      | 1  | Inglaterra   | 96.26   |
| 2                                      | 4  | Francia      | 86.90   |
| 3                                      | 7  | Irlanda      | 76.54   |
| 4                                      | 8  | Italia       | 76.43   |
| 5                                      | 9  | Escocia      | 73.48   |
| 6                                      | 10 | España       | 72.10   |
| 7                                      | 11 | Gales        | 71.02   |
| 8                                      | 14 | Rusia        | 61.10   |
| 9                                      | 17 | Países Bajos | 58.27   |
| 10                                     | 19 | Suecia       | 57.73   |
| 11                                     | 20 | Alemania     | 57.72   |

| Ranking femenino                    |    |                      |         |
| Actualizado al 7 de febrero de 2021 |    |                      |         |
| RE                                  | WR | Selección            | Puntaje |
| 12                                  | 22 | Bélgica              | 52.27   |
| 13                                  | 29 | Dinamarca            | 40.68   |
| 14                                  | 34 | Suiza                | 39.19   |
| 15                                  | 35 | Rumania              | 38.95   |
| 16                                  | 36 | Noruega              | 38.86   |
| 17                                  | 39 | Bosnia y Herzegovina | 38.00   |
| 18                                  | 44 | República Checa      | 36.24   |
| 19                                  | 46 | Finlandia            | 35.00   |
| 20                                  | 49 | Portugal             | 34.00   |
| 21                                  | 52 | Luxemburgo           | 32.83   |
| 22                                  | 56 | Serbia               | 31.79   |

Nota: Las selecciones de Rugby Europe que no figuran en el ranking, es porque sus uniones aún no están afiliadas a World Rugby.

## Competiciones

### Rugby 15
| Torneo                                       | Última edición           | Campeón vigente                   |
| -------------------------------------------- | ------------------------ | --------------------------------- |
| RE Championship                              | RE Championship 2025     | Georgia                           |
| RE Trophy                                    | RE Trophy 2024-25        | Polonia                           |
| RE International Championships (Conference)  | RE Conference 2023-24    | Letonia Luxemburgo Moldavia Malta |
| RE International Championships (Development) | RE Development 2023-24   | Montenegro                        |
| RE U20 Championship                          | RE U20 Championship 2023 | Países Bajos (U20)                |
| RE U18 Championship                          | RE U18 Championship 2023 | Georgia (U18)                     |
| RE Super Cup                                 | RE Super Cup 2024        | The Black Lion                    |

| Torneo                | Última edición              | Campeón vigente |
| --------------------- | --------------------------- | --------------- |
| RE Women Championship | RE Women Championship 2025  | España          |
| RE Women Trophy       | RE Women Trophy 2024-25     | Bélgica         |
| RE Women Conference   | RE Women Conference 2024-25 | En disputa      |

### Rugby 7
| Torneo              | Última edición                        | Campeón vigente |
| ------------------- | ------------------------------------- | --------------- |
| Rugby Europe Sevens | Rugby Europe Sevens Championship 2024 | Francia         |

| Torneo                      | Última edición                   | Campeón vigente |
| --------------------------- | -------------------------------- | --------------- |
| Rugby Europe Women's Sevens | Rugby Europe Women's Sevens 2024 | Francia         |

## Miembros

### Federaciones pertenecientes a la World Rugby
| País                 | Federación                                               | Ingreso | Selección            |
| -------------------- | -------------------------------------------------------- | ------- | -------------------- |
| Alemania             | Deutscher Rugby-Verband                                  | 1934    | Alemania             |
| Andorra              | Federació Andorrana de Rugby                             | 1987    | Andorra              |
| Austria              | Österreichischer Rugby Verband                           | 1990    | Austria              |
| Bélgica              | Belgium Rugby                                            | 1934    | Bélgica              |
| Bosnia y Herzegovina | Ragbi savez Bosne i Hercegovine                          | 1992    | Bosnia y Herzegovina |
| Bulgaria             | Българска Федерация по Ръгби                             | 1967    | Bulgaria             |
| Croacia              | Hrvatski ragbijaski savez                                | 1991    | Croacia              |
| Dinamarca            | Dansk Rugby-Union                                        | 1971    | Dinamarca            |
| Escocia              | Scottish Rugby Union                                     | 1999    | Escocia              |
| Eslovenia            | Rugby Zveza Slovenije                                    | 1993    | Eslovenia            |
| España               | Federación Española de Rugby                             | 1934    | España               |
| Finlandia            | Suomen Rugbyliitto                                       | 1999    | Finlandia            |
| Francia              | Fédération Française de Rugby                            | 1934    | Francia              |
| Gales                | Welsh Rugby Union/ (Undeb Rygbi Cymru)                   | 1996    | Gales                |
| Georgia              | საქართველოს რაგბის კავშირი                               | 1992    | Georgia              |
| Hungría              | Magyar Rögbi Szövetség                                   | 1991    | Hungría              |
| Inglaterra           | Rugby Football Union                                     | 1999    | Inglaterra           |
| Irlanda              | Irish Rugby Football Union                               | 1999    | Irlanda              |
| Islandia             | Iceland Rugby                                            | 2011    | Islandia             |
| Israel               | איגוד הרוגבי הישראלי                                     | 1981    | Israel               |
| Italia               | Federazione Italiana Rugby                               | 1934    | Italia               |
| Letonia              | Latvijas Regbija Federācija                              | 1991    | Letonia              |
| Lituania             | Lietuvos Regbio Federacija                               | 1991    | Lituania             |
| Luxemburgo           | Fédération Luxembourgeoise de Rugby                      | 1976    | Luxemburgo           |
| Malta                | Malta Rugby Football Union                               | 2000    | Malta                |
| Moldavia             | Federatia de Rugby din Moldova                           | 1992    | Moldavia             |
| Noruega              | Norges Rugby Forbund                                     | 1993    | Noruega              |
| Países Bajos         | Nederlandse Rugby Bond                                   | 1934    | Países Bajos         |
| Polonia              | Polski Związek Rugby                                     | 1957    | Polonia              |
| Portugal             | Federação Portuguesa de Rugby                            | 1934    | Portugal             |
| República Checa      | Česká Rugbyová Unie                                      | 1934    | República Checa      |
| Rumania              | Federaţia Română de Rugby                                | 1934    | Rumania              |
| Rusia                | Союз регбистов России                                    | 1975    | Rusia                |
| Suecia               | Svenska RugbyFörbundet                                   | 1958    | Suecia               |
| Serbia               | Ragbi Savez Srbije                                       | 1964    | Serbia               |
| Suiza                | Fédération Suisse de Rugby Schweizerischer Rugby Verband | 1974    | Suiza                |
| Ucrania              | Федерация Регби Украины                                  | 1991    | Ucrania              |

1. ↑  incluye República de Irlanda e Irlanda del Norte.

### Federaciones asociadas a la World Rugby
| País       | Federación                    | Ingreso | Selección  |
| ---------- | ----------------------------- | ------- | ---------- |
| Armenia    | Hajastani Regbii Federatsia   | 2002    | Armenia    |
| Azerbaiyán | Azәrbaycan Reqbi Federasiyasi | 1994    | Azerbaiyán |

### Federaciones no pertenecientes a la World Rugby
| País          | Federación                  | Ingreso | Selección     |
| ------------- | --------------------------- | ------- | ------------- |
| Chipre        | Κυπριακή Ομοσπονδία Ράγκμπι | 2006    | Chipre        |
| Grecia        | ΕΛΛΗΝΙΚΗ ΟΜΟΣΠΟΝΔΙΑ ΡΑΓΚΜΠΥ | 2005    | Grecia        |
| Eslovaquia    | Slovenská rugbyová únia     | 2004    | Eslovaquia    |
| Liechtenstein | Liechtenstein Rugby Union   | 2011    | Liechtenstein |

### Federaciones asociadas a la Rugby Europe
| País       | Federación                    | Ingreso | Selección  |
| ---------- | ----------------------------- | ------- | ---------- |
| San Marino | Federazione Sanmarinese Rugby | 2007    | San Marino |
| Estonia    | Eesti Ragbi Liit              | 2009    | Estonia    |